# 欧州鉄道の旅
欧州鉄道の旅（おうしゅうてつどうのたび）は、かつてBSフジで放送されていた紀行番組である。

## 概要
ヨーロッパ大陸を走る各種鉄道の運行する様子およびその車窓の風景、さらには沿線の名勝や観光スポットなどを紹介する番組である。
番組のBGMには、現地の民族音楽などが使用されている。一時期、番組のオリジナルBGMが使われていた時期があった。他局の鉄道紀行番組に比べてナレーションが少な目の番組構成となっていた。末期は他の欧州関連の番組と同一枠の「空と大地の欧州紀行」内での放送となり、同番組の終了に伴い2016年9月29日で放送を終了したが、2017年5月6日から放送再開。

## ナレーター
- 伊川東吾（#1 - #110、#121 - #122、スペシャル走る貴婦人オリエントエクスプレスの旅）
- 長谷川初範（#111 - #120、#123 - #172）

## 放送時間
- 木曜日 22:00 - 22:55（※「空と大地の欧州紀行」の枠内で月1・2回の放送。2015年10月 - 2016年9月）
- 土曜日 12:00 - 12;55（※「BSフジ名作紀行」の枠内で放送。2017年5月6日 - ）新作・旧作（再放送）含む。ほかの番組での休止があるかは不明。